# Fortaleza de Yedikule
A Fortaleza de Yedikule (em turco: Yedikule Hisarı; Fortaleza das Sete Torres) é uma fortaleza otomana situada num dos extremos das Muralhas de Constantinopla, junto à margem do Mar de Mármara, em Istambul, Turquia. Embora a fortaleza que exista atualmente tenha sido construída em 1458 por Maomé II, o Conquistador, cinco anos depois de ter conquistado a cidade, no local já existira anteriormente uma fortificação, que protegia uma das portas monumentais da capital Império Bizantino, a Porta Dourada (em grego: Χρυσεία Πύλη; romaniz.: Chryseia Pylē; em latim: Porta Aure; em turco: Altınkapı ou Yaldızlıkapı), também conhecida como Porta de Xerólofo (Xerolophos) ou Porta de Saturnino (Saturninus), durante séculos usada para as entradas triunfais dos imperadores bizantinos na capital imperial.

## A Porta Dourada da capital bizantina
Seguindo as muralhas de sul para norte, a Porta Dourada é a primeira porta que se encontra. Era a principal entrada cerimonial de Constantinopla, usada especialmente para ocasiões como a entrada triunfal do imperador após uma vitória militar, ou coroações. Em raras ocasiões, como marca de honra, a entrada pela Porta Dourada foi autorizada a visitantes não imperiais: legados papais (em 519 e 868) e o Papa Constantino (em 710). Esta função cerimonial manteve-se até ao período dos dinastia Comneno. Depois disso, só em 1261 se registou mais uma entrada triunfal de um imperador pela Porta Dourada, quando Miguel VIII Paleólogo entrou na cidade a 15 de agosto de 1261 após a ter reconquistado aos latinos.
Com o progressivo declínio militar dos bizantinos, os portões foram emparedados e reduzidos em tamanho no período final dos paleólogos, sendo o complexo convertido numa cidadela e refúgio. A Porta Dourada foi imitada em vários locais, existindo diversas cidades cuja porta principal recebeu esse nome, como por exemplo Salonica, cuja "porta dourada" é também conhecida como Porta Vardar, Antioquia (Porta de Dafne) e Jerusalém (Porta Dourada). Na Rússia de Quieve também foram construídas algumas "portas douradas" monumentais, como a Porta Dourada de Quieve e a Porta Dourada de Vladimir.

A data da construção da porta monumental é incerta, com os académicos divididos entre Teodósio I e Teodósio II. Académicos mais antigos inclinavam-se mais para o a primeira hipótese, mas a última tem mais adeptos atualmente, ou seja, que a porta faria parte integral das Muralhas de Teodósio. O debate foi provocado por uma inscrição latina com letras metálicas douradas, já desaparecida, que estava acima dos portões e comemorava a derrota de um usurpador cujo nome não era mencionado:
| “ | Haec loca Theudosius decorat post fata tyranni. aurea saecla gerit qui portam construit auro. | ” |

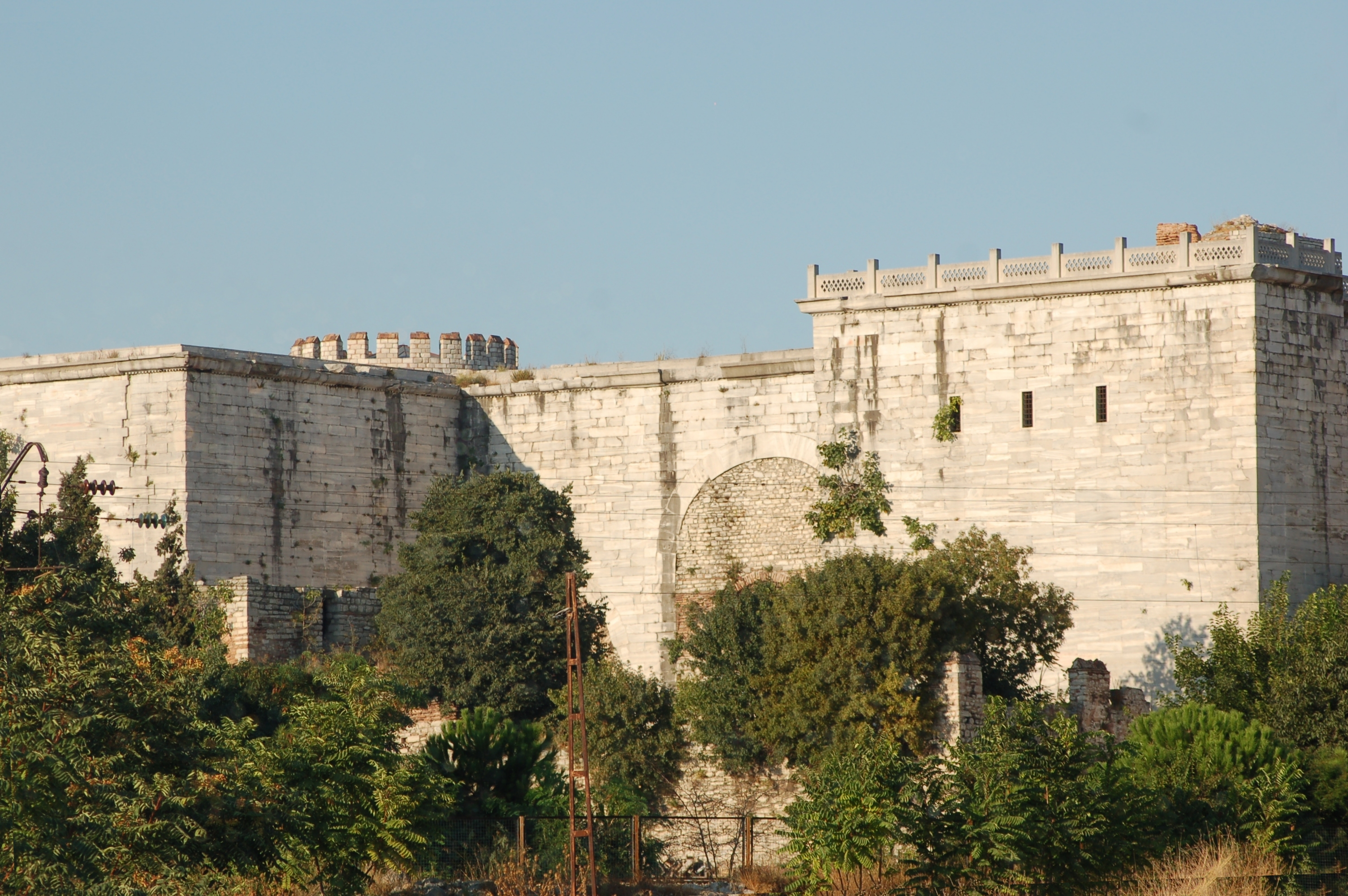
A Porta Dourada na atualidade

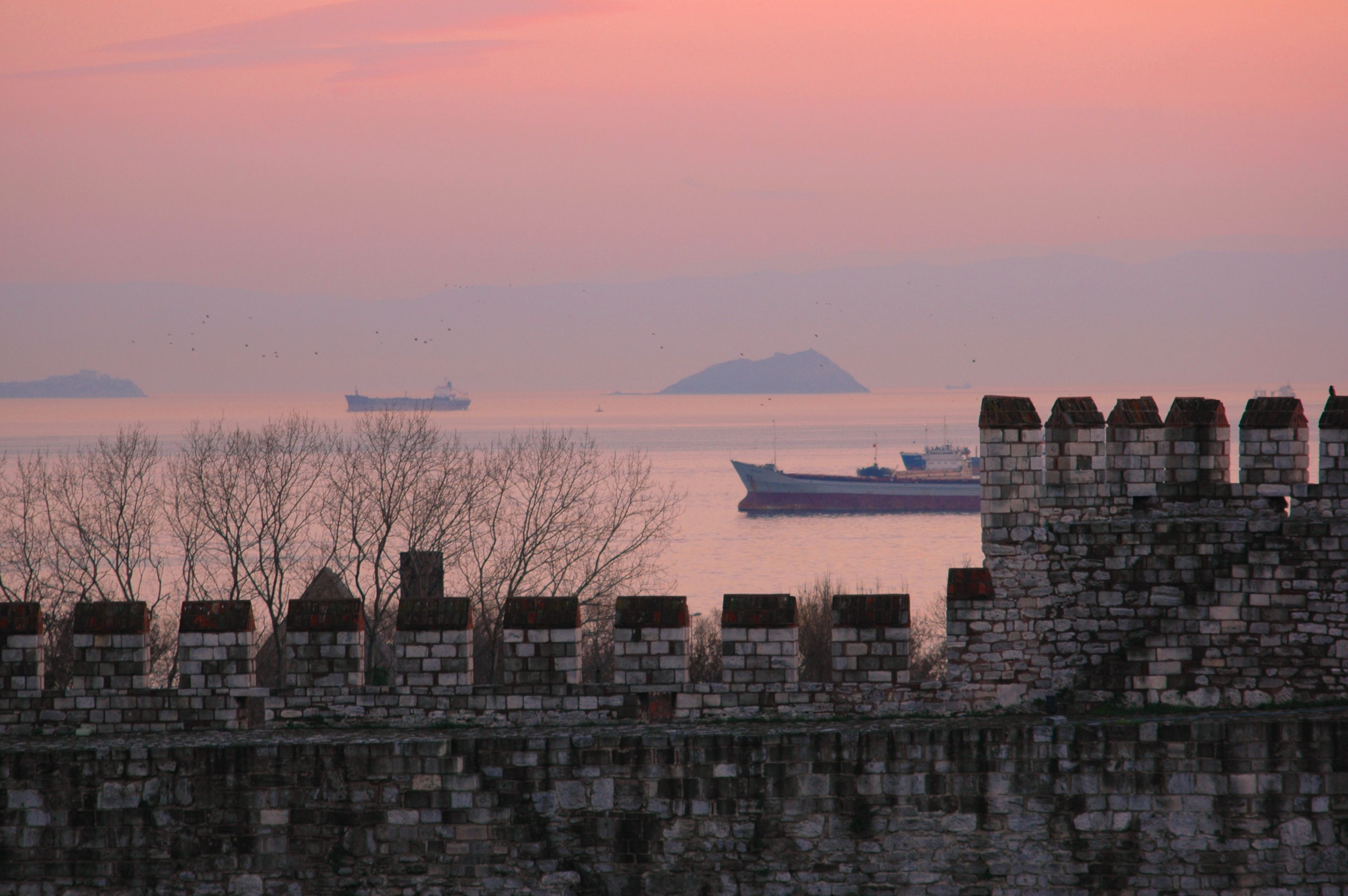
O Mar de Mármara visto da Fortaleza de Yedikule

Curiosamente, esta lenda não foi reportada por nenhum autor bizantino. No entanto, uma investigação aos oríficios onde as letras estavam pregadas verificou a sua existência e o texto. A mesma investigação mostrou que a primeira linha se encontrava na face ocidental do arco e a segunda na face oriental. De acordo com a opinião dominante atualmente, o usurpador seria João (423-425), enquanto que segundo a hipótese tradicionalista, a porta foi construída como um arco do triunfo isolado em 388-391 para comemorar a derrota do usurpador Magno Máximo (385–388), e só foi incorporada mais tarde nas Muralhas de Teodósio.
A porta é constituída por grande blocos quadrados de mármore branco juntos sem cimentos e tem a forma de um arco do triunfo com três portões em arco, com o do meio maior que os laterais. É flanqueada por grandes torres quadradas, que constituem a 8.ª e 10.ª torre da Muralha de Teodósio interior. Com exceção do portal central, a porta permaneceu aberta para o tráfico do dia a dia. A estrutura era ricamente decorada com numerosas estátuas, incluindo uma de Teodósio I numa quadriga puxada por elefantes no topo, inspirada na Porta Triunfal do Fórum de Roma, que foi derrubada por um terramoto em 740. Outras esculturas incluíam uma grande cruz, que caiu durante um terramoto em 561 ou 562; uma Vitória, moldada durante o reinado de Miguel III, o Ébrio; e uma Fortuna da cidade coroada. Em 965, Nicéforo II Focas substituiu portões originais pelos portões de bronze retirados das portas de Mopsuéstia.
A porta principal foi tapada com uma parede exterior com um único portão, o qual foi, séculos depois, flanqueado por relevos de mármore reutilizados de construções mais antigas. De acordo com descrições de Pierre Gilles e viajantes ingleses do século XVII, estes relevos estavam dispostos em dois níveis, e mostravam cenas mitológicas, incluindo os Trabalhos de Hércules. Estes relevos foram provavelmente colocados no século IX ou X para dar a aparência de um arco triunfal. Foram perdidos no século XVII, à exceção de alguns fragmentos que atualmente se encontram no Museu Arqueológico de Istambul. De acordo com outras descrições, a porta exterior era também encimada por uma estátua de Vitória ostentando uma coroa.

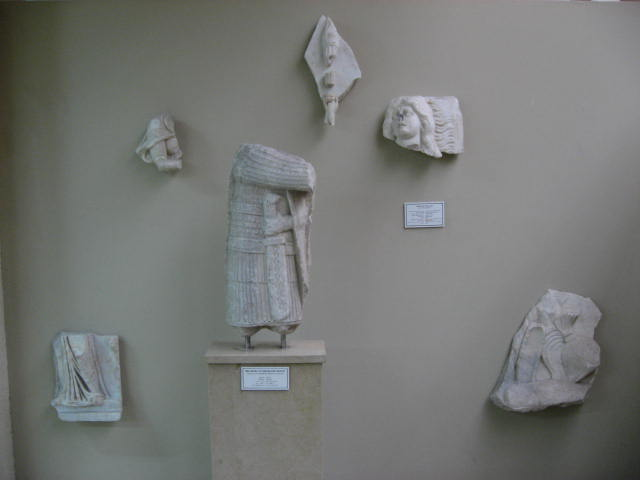
Fragmentos dos relevos da Porta Dourada, no Museu Arqueológico de Istambul

Apesar da função cerimonial, a Porta Dourada era uma das posições mais fortificadas ao longo das muralhas, tendo sustentado diversos ataques durante os vários cercos à cidade. Com a adição de muralhas transversais no períbolo entre as muralhas exterior e interior, tornou-se virtualmente uma fortaleza separada. A sua importância militar foi reconhecida por João VI Cantacuzeno (1347-1354), que registou que ela era virtualmente inexpugnável, capaz de armazenar provisões para três anos e desafiar toda a cidade se fosse preciso.
João VI restaurou as torres de mármore e guarneceu-as com tropas catalãs leais, o que não evitou que tivesse que se render a João V Paleólogo (1341-1391), quando abdicou em 1354. João V desfez as reparações de Cantacuzeno e desguarneceu-a de tropas, mas em 1389-1390 também ele teve que reconstruir e expnadir a fortaleza, erigindo duas torres atrás dos portões e estendendo a muralha cerca de 350 metros até às Muralhas do Mar, formando um espaço fortificado dentro da cidade para servir como último refúgio. Mal tinham acabado estas obras quando João V foi forçado a refugiar-se na fortaleza devido a um golpe liderado pelo seu neto João VII. O castelo aguentou um cerco que durou vários vezes e durante o qual foram possivelmente usados canhões. No entanto, em 1391 João V foi forçado a arrasar a fortaleza pelo sultão Bajazeto I (1382-1402), que ameaçou cegar o filho de João, Manuel, a quem tinha cativo. O imperador João VIII Paleólogo (1425-1448) tentou reconstruir o castelo em 1434, mas foi impedido de o fazer por Murade II.

## A Fortaleza das Sete Torres (Yedikule)

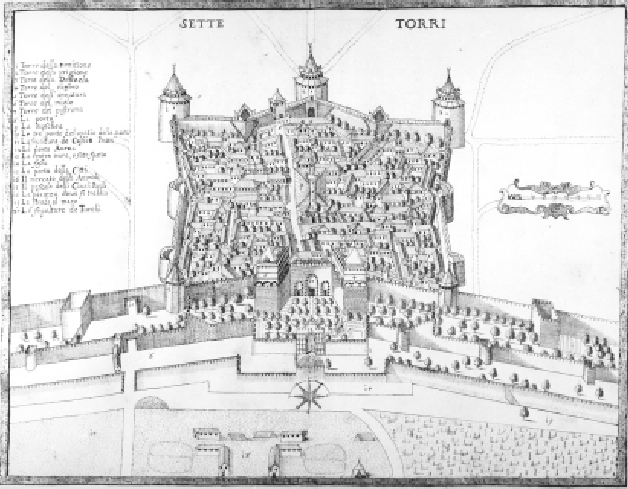
A fortaleza de Yedikule numa imagem de c. 1685

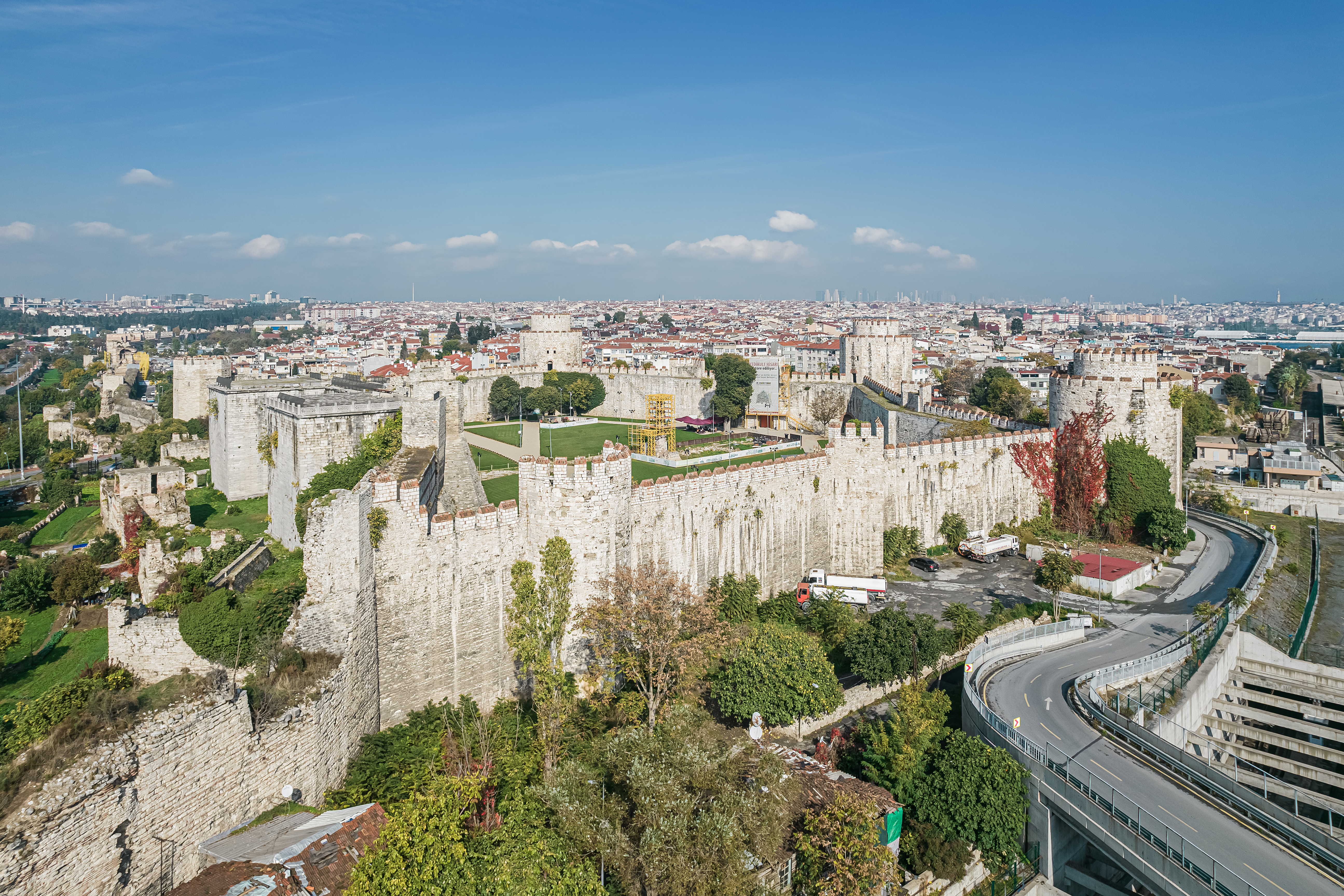

Depois da capitulação final de Constantinopla em 1453, Maomé II, o Conquistador construiu uma nova fortaleza, adicionando três grandes torres às quatro já existentes (as número 8 a 11) na parte interior das Muralhas de Teodósio. A construção perdeu a sua função de porta da muralha e foi usada como casa-forte do tesouro, arquivo e prisão estatal. Entre outros, os embaixadores de estados em guerra com o império eram usualmente aprisionados aqui. Entre os prisioneiros mais notáveis encontram-se o sultão Osmã II, que foi preso e executado na fortaleza pelos Janízaros em 1622. Outras personalidades históricas que estiveram encarceradas ou foram executadas em Yedikule foram o último imperador de Trebizonda, David, Constantino Brâncoveanu da Valáquia e a sua família, além de uma série de notórios paxás otomanos.
Durante as Guerras Napoleónicas, a fortaleza teve muitos prisioneiros franceses, incluindo o escritor e diplomata François Pouqueville, que ali esteve detido mais de dois anos (1799-1801) e que fez uma extensa descrição da fortaleza na sua obra "Voyage en Morée, à Constantinople, en Albanie, et dans plusieurs autres parties de l'Empire Othoman, pendant les années 1798, 1799, 1800 et 1801". Yedikule funcionou como prisão pelo menos até 1837. À parte das primeiras 11 e últimas 4 frases, todo o romance "Prokleta avlija" (O Pátio Maldito), de Ivo Andrić, Prémio Nobel da Literatura em 1961, é passado na prisão de Yedikule.
Uma masjid (pequena mesquita) e uma fonte foram construídas no centro no pátio interior do forte, o qual também continha as casas da guarnição, formando um quarteirão separado da cidade. Estas casas foram demolidas no século XIX e no seu lugar foi construída uma escola feminina. O portão exterior foi reaberto em 1838 e as torres serviram de paióis de pólvora durante algum tempo, até o complexo ter sido transformado num museu em 1895. Mais recentemente, foi construído um teatro ao ar livre, o qual é usado para festivais culturais. Como a sua homónima em Jerusalém, o caminho para a Porta Dourada está atualmente obstruído por um cemitério muçulmano.
Segundo uma lenda grega, quando os otomanos entraram na cidade, um anjo salvou o imperador bizantino Constantino XI, transformou-o em mármore e colocou-o numa gruta situada debaixo da Porta Dourada, onde ele aguarda ser ressuscitado para reconquistar a cidade para os cristãos.